# Îles Cook aux Jeux olympiques d'été de 2008
Les Îles Cook participent aux Jeux olympiques d'été de 2008 à Pékin. Il s'agit de leur 6e participation à des Jeux d'été.

## Délégation

### Athlétisme
Hommes
- 100 m : Gordon Heather

Femmes
- Lancer du disque : Tereapii Tapoki

#### Hommes
| Épreuve    | Athlète                 | Séries   | Séries | Quarts de finale | Quarts de finale | Demi-finales | Demi-finales | Finale   | Finale |
| Épreuve    | Athlète                 | Résultat | Rang   | Résultat         | Rang             | Résultat     | Rang         | Résultat | Rang   |
| ---------- | ----------------------- | -------- | ------ | ---------------- | ---------------- | ------------ | ------------ | -------- | ------ |
| 100 mètres | Gordon Teokotai Heather | 11.41    | 8e     | -                | -                | -            | -            | -        | -      |

#### Femmes
| Epreuve          | Athlète         | Séries   | Séries | Quarts de finale | Quarts de finale | Demi-finales | Demi-finales | Finale   | Finale |
| Epreuve          | Athlète         | Résultat | Rang   | Résultat         | Rang             | Résultat     | Rang         | Résultat | Rang   |
| ---------------- | --------------- | -------- | ------ | ---------------- | ---------------- | ------------ | ------------ | -------- | ------ |
| Lancer du disque | Tereapii Tapoki | 48,35m   | 19e    | -                | -                | -            | -            | -        | -      |

### Haltérophilie
Hommes
- 105 kg et plus : Sam Pera Junior

### Natation
Hommes
- 100 m brasse : Petero Okotai